# نقطه فروپاشی (فیلم ۱۹۷۶)
نقطه فروپاشی (انگلیسی: Breaking Point) یک فیلم جنایی کانادایی-آمریکایی است که در سال ۱۹۷۶ منتشر شد. از بازیگران آن می‌توان به بو اسونسون، رابرت کالپ، داگ لنوکس و بلیندا مونتگومری اشاره کرد.